# Нісіноомоте
Нішіноомоте́ (яп. 西之表市, にしのおもてし, МФА: [ɲiɕi̥no.omote ɕi̥]?) — місто в Японії, в префектурі Каґошіма. Розташоване в південно-східній частині префектури, на півночі острова Танеґасіма.    Отримало статус міста 1958 року. Площа становить 205,78 км². Станом на 1 липня 2012 року населення складало 16 614  осіб, густота населення — 80,7 осіб/км².  Основою економіки є сільське господарство і тваринництво, вирощування цукрової тростини, гороху, тютюну, виробництво м'ясо-молочних продуктів. Традиційні ремесла — ковальство. В місті розташовані багато історичних і археологічних музеїв, виставки яких присвячені японсько-європейським контактам у 16 столітті.. 

## Географія
Місто розташоване на острові Танеґасіма, що омивається Східно-Китайським морем. Рельєф Нісіноомоте переважно гористий, з невеликими річковими долинами. Виконує роль воріт до Танеґасіми: з Каґосімського порту до нього регулярно прибувають великі транспортні кораблі.

### Клімат
Місто знаходиться у зоні, котра характеризується вологим субтропічним кліматом. Найтепліший місяць — липень із середньою температурою 26.7 °C (80 °F). Найхолодніший місяць — січень, із середньою температурою 10.6 °С (51 °F).
| Клімат Нісіноомоте      | Клімат Нісіноомоте | Клімат Нісіноомоте | Клімат Нісіноомоте | Клімат Нісіноомоте | Клімат Нісіноомоте | Клімат Нісіноомоте | Клімат Нісіноомоте | Клімат Нісіноомоте | Клімат Нісіноомоте | Клімат Нісіноомоте | Клімат Нісіноомоте | Клімат Нісіноомоте | Клімат Нісіноомоте |
| Показник                | Січ.               | Лют.               | Бер.               | Квіт.              | Трав.              | Черв.              | Лип.               | Серп.              | Вер.               | Жовт.              | Лист.              | Груд.              | Рік                |
| Середній максимум, °C   | 14                 | 14                 | 17                 | 20                 | 23                 | 26                 | 30                 | 30                 | 28                 | 24                 | 20                 | 16                 | 21                 |
| Середня температура, °C | 11                 | 12                 | 14                 | 18                 | 20                 | 23                 | 27                 | 27                 | 26                 | 22                 | 18                 | 13                 | 19                 |
| Середній мінімум, °C    | 8                  | 9                  | 11                 | 15                 | 18                 | 21                 | 24                 | 25                 | 23                 | 19                 | 15                 | 10                 | 16                 |
| Норма опадів, мм        | 240                | 220                | 267                | 303                | 450                | 707                | 225                | 443                | 431                | 388                | 247                | 153                | 4072               |
| ----------------------- | ------------------ | ------------------ | ------------------ | ------------------ | ------------------ | ------------------ | ------------------ | ------------------ | ------------------ | ------------------ | ------------------ | ------------------ | ------------------ |
| Джерело: Weatherbase    |                    |                    |                    |                    |                    |                    |                    |                    |                    |                    |                    |                    |                    |

## Історія
Територія Нісіноомоте була заселена в часи неоліту. У середньовіччі північною частиною острова керував самурайський рід Танеґасіма. У період Едо (1603–1868) землі сучасного міста належали автономному уділу Сацума. Саме у цей час сформувалися містечкові поселення при замках Йо та Учі. Вони склали ядро майбутнього міста
Засноване 1 жовтня 1958 року шляхом надання статусу міста містечку Нісіноомоте.